# Siège du Fort Saint-Jean
 (novembre 2015).
Guerre d'indépendance des États-Unis
Batailles
Le siège du Fort Saint-Jean ou siège du Fort St. John est un siège mené par le brigadier-général américain Richard Montgomery sur le Fort Saint-Jean et la ville de Saint-Jean-sur-Richelieu, au Québec, pendant la guerre d'indépendance des États-Unis. Le siège dura du 17 septembre au 3 novembre 1775, résultant en une capitulation de la garnison britannique.
La chute du fort permit aux Américains d'entamer une marche sur Montréal, qui tombe sans combats le 13 novembre.

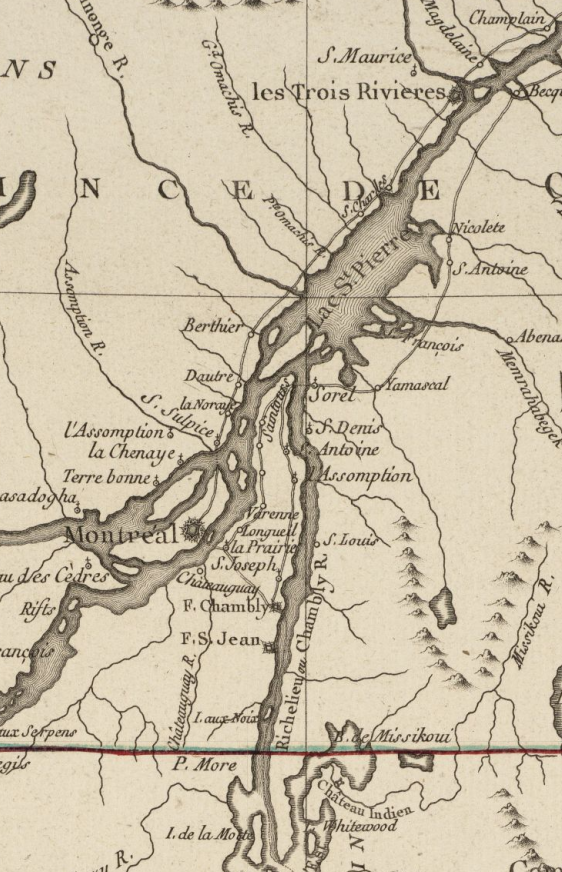
Carte de 1777 de la vallée de la rivière Richelieu.

## Contexte
Fort Saint-Jean garde l'entrée de la province de Québec sur la rivière Richelieu à l'extrémité nord du lac Champlain. Lorsque Benedict Arnold et Ethan Allen capturent Fort Ticonderoga et attaquent Fort Saint-Jean en mai 1775, le Québec est occupé par environ 600 réguliers, dont certains sont largement distribués à travers le vaste territoire du Québec.

### Préparatifs de l'Armée continentale
L'invasion du Québec débute lorsque environ 1 500 hommes, alors sous le commandement du général Philip Schuyler, arrivent sur l'île aux Noix sur la rivière Richelieu le 4 septembre 1775. Le 6 septembre, les Américains commencent à faire des incursions vers Fort Saint-Jean, à seulement 15 km de là. L'armée est initialement composée de forces de milice de New York et du Connecticut, avec la plupart de son activité dirigée par le général de brigade Richard Montgomery, qui prend le commandement complet du général Schuyler le 16 septembre, lorsque Schuyler est devenu trop malade pour continuer à mener l'invasion,.

### Préparations défensives des Britanniques
Fort Saint-Jean a été en préparation en vue d'une attaque venant du sud depuis le raid d'Arnold sur Fort Saint-Jean le 18 mai, au cours duquel il a capturé sa petite garnison et le seul navire militaire important du lac Champlain. Lorsque les nouvelles de ce raid arrivent à Montréal, 140 hommes sous le commandement du major Charles Preston sont immédiatement dépêchés pour tenir le fort. 50 autres miliciens canadiens sont rassemblés à Montréal le 19 mai et sont également envoyés au fort.

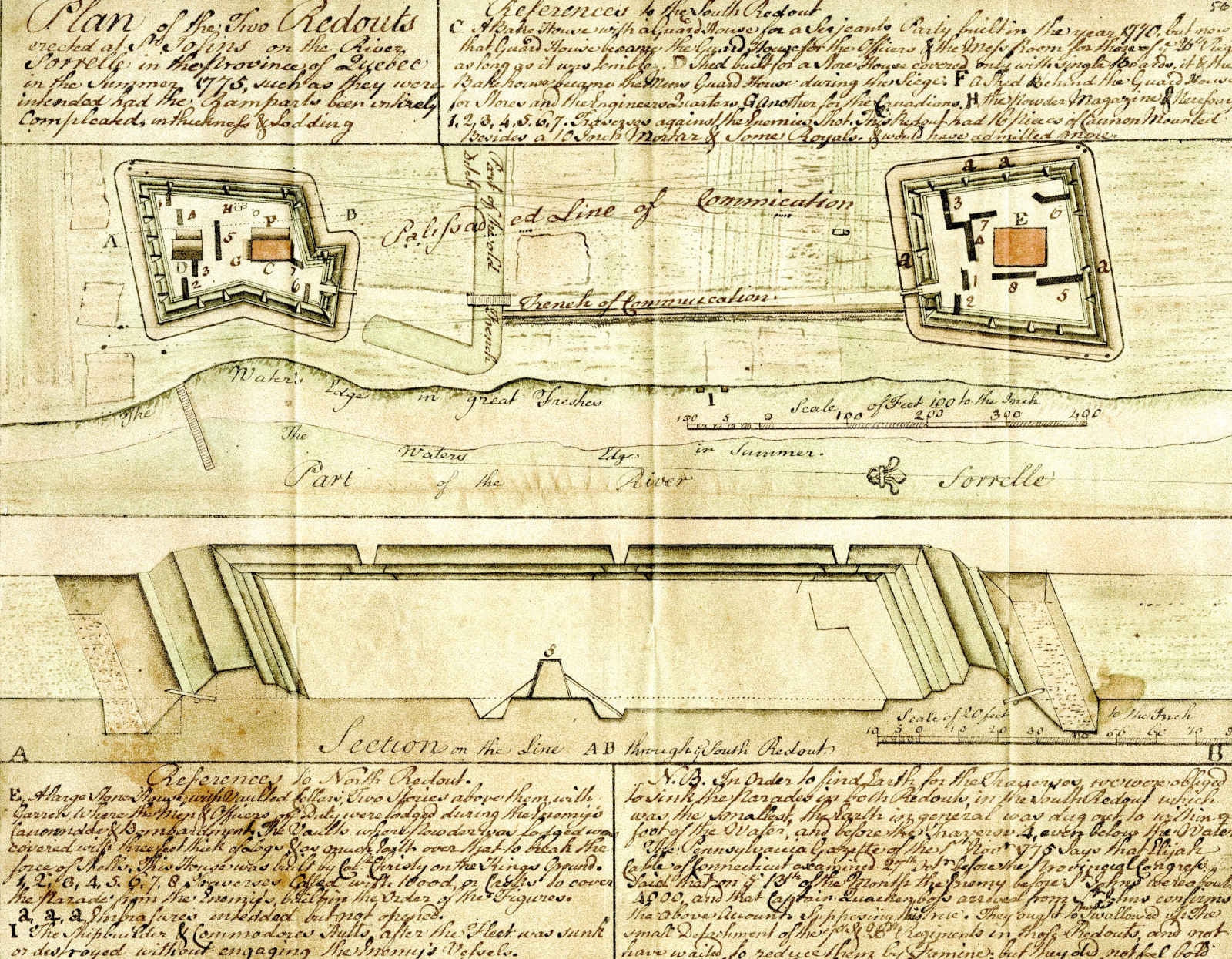
Plan des redoutes érigées à Saint-Jean à l'été 1775. Bibliothèque et Archives Canada, NMC-2771

Lorsque Moses Hazen, le messager apportant les nouvelles du raid d'Arnold, atteint Québec et prévient le gouverneur britannique et général Guy Carleton du raid, Carleton dépêche immédiatement des troupes supplémentaires de Québec et de Trois-Rivières à Saint-Jean. Carleton lui-même se rend à Montréal le 26 mai pour superviser les dispositions pour la défense de la province, qu'il décide de concentrer sur Saint-Jean comme il s'agit de la voie d'invasion la plus probable,.
Au moment où les Américains arrivent sur l'île aux Noix, Fort Saint-Jean est défendu par environ 750 hommes sous le commandement du major Charles Preston. La plupart d'entre eux sont des réguliers des 7e et 26e Regiments of Foot et de la Royal Artillery. Il y a 90 miliciens du secteur et 20 membres du Royal Highland Emigrants du colonel Allen Maclean, des hommes qui sont des vétérans de la guerre de la Conquête. Un détachement d'Amérindiens (probablement des Mohawks venant d'un village voisin) patrouillent à l'extérieur du fort sous la direction de Claude de Lorimier et Gilbert Tice. La rivière Richelieu est patrouillée par une goélette armée, le Royal Savage, sous le commandement du lieutenant William Hunter, avec d'autres navires en construction.
Le fort lui-même, situé sur la rive ouest de la rivière Richelieu, se compose de deux redoutes en terre distantes d'environ 180 m, entourées d'un fossé de 2 m de large et de profondeur tapissé de chevaux de frise. La redoute située au sud fait environ 80 mètres par 65, et renferme 6 bâtiments, dont un fournil, la poudrière du fort ainsi que des entrepôts. La redoute située au nord est légèrement plus grosse, comprenant un bâtiment à deux étages utilisé comme caserne. Les défenseurs ont enlevé les broussailles sur plusieurs centaines de mètres autour du fort pour s'assurer un champ de vision bien dégagé. Ils ont érigé une palissade en bois à l'ouest des redoutes et creusé une tranchée reliant les deux redoutes, pour faciliter les communications. Le côté est du fort fait face à la rivière où se trouvent un chantier naval et un point d'ancrage pour le Royal Savage.